# Kiến trúc thuộc địa Tây Ban Nha chấn hưng
Kiến trúc thuộc địa Tây Ban Nha chấn hưng là một phong cách kiến trúc ở Hoa Kỳ nổi lên vào đầu thế kỷ 20 dựa theo kiến trúc thuộc địa Tây Ban Nha của chế độ thực dân Tây Ban Nha ở châu Mỹ.
Triển lãm Panama-California năm 1915 tổ chức lại San Diego, đã làm nổi bật công trình của kiến trúc sư Bertram Goodhue, và được coi là sự khởi đầu cho phong cách này lan rộng trên toàn nước Mỹ. Phong trào chấn hưng kiến trúc thuộc địa Tây Ban Nha được chấp nhận chủ yếu ở các bang California và Florida, và thời kỳ phổ biến nhất của phong cách này là khoảng từ năm 1915 đến 1931.